# Acanthephippium curtisii
Acanthephippium curtisii är en orkidéart som beskrevs av Heinrich Gustav Reichenbach. Acanthephippium curtisii ingår i släktet Acanthephippium och familjen orkidéer. Inga underarter finns listade i Catalogue of Life.